# Jean-Robert Drouillard
Pour les articles homonymes, voir Drouillard.

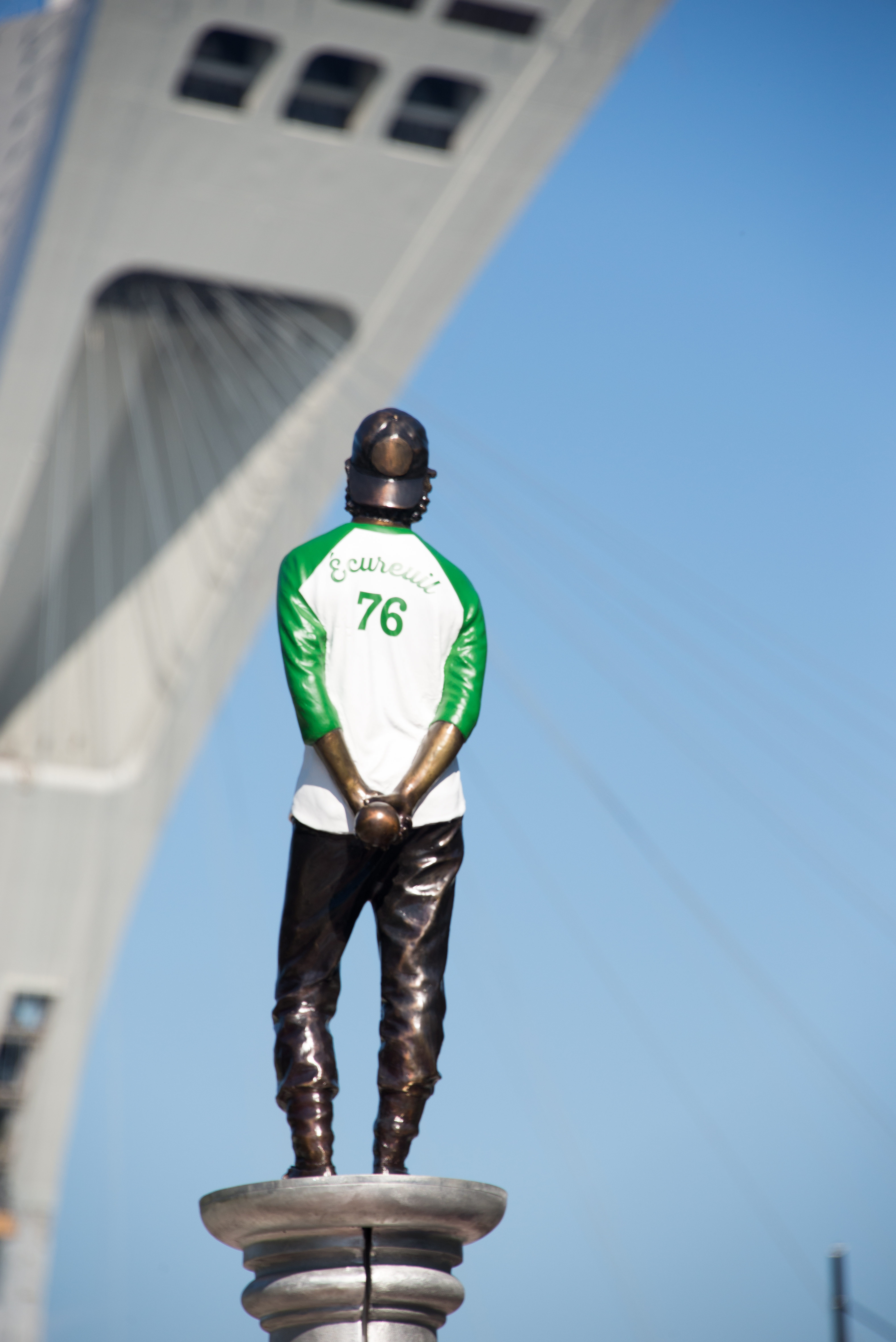
Jean-Robert Drouillard, Le contour des conifères dans la nuit bleue et les étoiles derrière ma tête sont dans tes yeux, 2017

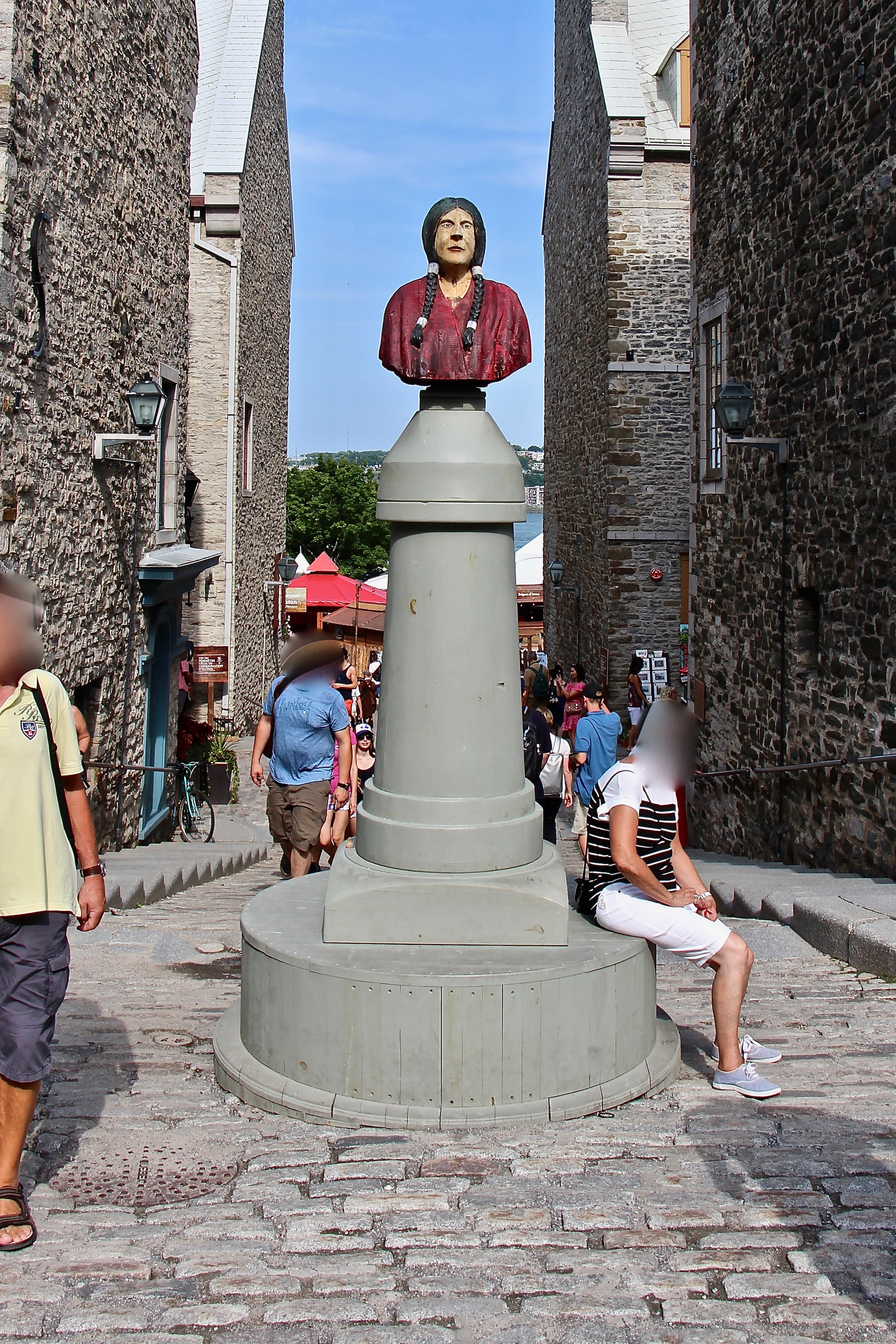
Jean-Robert Drouillard, Un monument pour Mary Ann dans le cadre des Passages insolites, Ex Muro

Jean-Robert Drouillard, connu en musique sous le pseudonyme Juste Robert, né en 1970 à Chatham est un sculpteur et auteur-compositeur interprète québécois.

## Biographie
Il a grandi à Gaspé. Après des études en littérature et en création littéraire à l'Université Laval, Jean-Robert Drouillard se dirige vers la sculpture. Il est diplômé de l’École-atelier de sculpture de Québec (maintenant appelée Maison des Métiers d’art) depuis 2000. En 2002, il fonde, avec quatre autres artistes, la Coop Le Bloc5, un atelier de production artistique situé à Limoilou, où il œuvre encore aujourd’hui. Il collabore avec des artistes québécois pour la réalisation de commandes d’œuvres d’art public de grandes dimensions qui sont maintenant exposées un peu partout au pays. La ville de Québec et le groupe d’animation l’Ilôt Fleurie lui commande des œuvres d’art public. En février 2007, il remporte le premier prix du Concours d’œuvres d’art de la Ville de Québec pour l’arrondissement Limoilou. Il est également enseignant à la Maison des Métiers d’art depuis 2004. Il vit et travaille à Québec.
Il participe à plusieurs expositions à Québec, notamment au centre Matéria, au Musée de la civilisation, à la Manif d’art de Québec (Biennale de Québec), l'exposition Fait main, aux galeries Orange, Lacerte Art contemporain (Québec et Montréal) et Art Mûr, dans le cadre de l’exposition Memento Mori. En septembre 2012, il participe à l’événement Orange, sous le thème Les Mangeurs, organisé par le Centre Expression à Saint-Hyacinthe. En juillet 2012, il participe à la Biennale de sculpture de Saint-Jean-Port-Joli. Ses œuvres font partie de collections privées, des villes de Montréal et de Québec et de la collection du Musée national des beaux-arts du Québec.
En 2016, Il réalise une œuvre d’art public en cadeau à la Ville de Montréal dans le cadre du 375e anniversaire de la ville. Cette œuvre est inaugurée au printemps 2017 à proximité du Parc olympique et reprend la thématique du sport et de la nordicité. Le Musée des beaux-arts de Sherbrooke lui consacre une exposition solo en 2017.
À partir de 2014, il entreprend une carrière d'auteur-compositeur-interprète en parallèle de celle de sculpteur sous le pseudonyme Juste Robert. Il participe notamment aux Francouvertes en 2017. En 2022, il a déjà publié trois albums. Son style musical, très personnel, plutôt folk et éthéré, est à la croisée des chemins de Bashung, Manset et Murat.

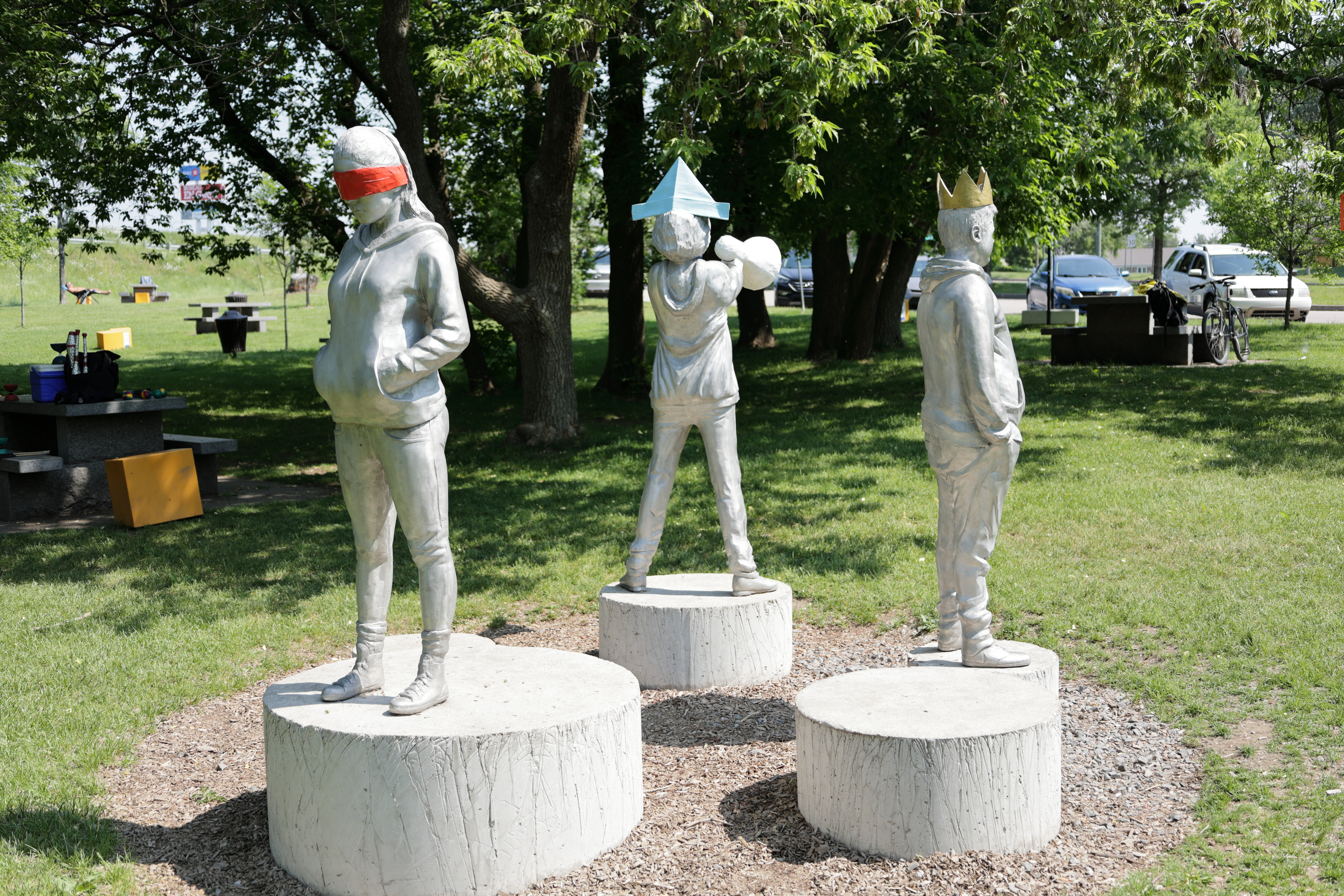
Jean-Robert Drouillard, La vie est belle, Monsieur Drouillard. localisée au Parc Armand-Grenier à Beauport, Québec

## Discographie
- 2016 : Des Autoportaits
- 2019 : Mon Mammifère préféré
- 2022 : Ta théorie sur la lumière[10]

## Prix et distinctions
- 2017 Prix de la chanson Socan (Festival en chanson de Petite-Vallée)
- 2017 Bourse Sirius XM pour production album
- 2017 Bourse du CALQ (production)
- 2013 Finaliste premier prix en actuel du Musée national des beaux-arts du Québec
- 2013 Bourse du CALQ (recherche et création).
- 2012 Bourse du Conseil des arts du Canada.
- 2010 Bourse du CALQ (recherche et création en art visuel).
- 2007 Premier prix concours œuvre d’art de la Ville de Québec ( Limoilou).
- 2004 Premier prix concours de sculpture de L’Îlot Fleurie
- 2003 Bourse du CALQ (recherche et création en art visuel)

## Sculptures
- L'Ensemble des possibles, tilleul, aluminium et acier, 250 x 160 x 70 cm, Musée national des beaux-arts du Québec[11].
- En souvenir du Red Golden Boy, 2011, tilleul et acrylique, 192,5 x 28,7 x 28,7 cm, Musée national des beaux-arts du Québec[12].
- Nous sommes la nature (Le Père), 2010-2013, tilleul, crâne d'ours noir et résine époxy, 172 x 58 x 33,5 cm, Musée national des beaux-arts du Québec[13].
- Nous sommes la nature (La Mère), 2010-2013, tilleul, crâne d'ours noir et résine époxy, 169 x 45,2 x 34,3 cm, Musée national des beaux-arts du Québec[14].
- Nous sommes la nature (L'enfant), 2010-2013, tilleul, crâne d'ours noir et résine époxy, 133,5 x 49,3 x 27,4 cm, Musée national des beaux-arts du Québec[15].
- Le contour des conifères dans la nuit bleue et les étoiles derrière ma tête sont dans tes yeux, 2017, Rosemont–La Petite-Patrie, Montréal[16].
- La vie est belle, Monsieur Drouillard!, 2017, Parc Armand-Grenier, Beauport, Québec[17],[18].
- Un monument pour Mary Ann, 2018, Passage insolite, Québec[19].